# Brian Bell (zapaśnik)
Brian Bell – kanadyjski zapaśnik walczący w stylu wolnym. Mistrz igrzysk frankofońskich w 1994 roku.